# مارلو دلغادو
مارلو دلغادو (مواليد 6 مايو 1993) هو ملاكم إكوادوري، مثّل بلاده في الألعاب الأولمبية الصيفية 2012.

## روابط خارجية
مارلو دلغادو على موقع بوكس ريك (الإنجليزية) (registration required)
- مارلو دلغادو على موقع اللجنة الأولمبية الدولية (الإنجليزية)
- مارلو دلغادو على موقع أوليمبيديا (الإنجليزية)